# Azodicarbonamide
L'azodicarbonamide ou azobisformamide est une poudre cristalline jaune-orangé qui sert comme additif alimentaire (E927, non autorisé dans l'Union européenne) et agent gonflant chimique, de formule chimique C2H4O2N4.

## Synthèse
L'urée (carbamide) réagit facilement avec un sel d'hydrazine pour former un hydroazodicarbonamide  suivant, :
{\displaystyle 2\mathrm {NH_{2}CONH_{2}} +\mathrm {N_{2}H_{4}\cdot H_{2}SO_{4}} \longrightarrow \mathrm {NH_{2}CONHNHCONH_{2}} +\mathrm {(NH_{4})_{2}SO_{4}} }
et une réaction avec un agent oxydant comme le chlore ou l'acide chromique  produit l'azodicarbonamide :
{\displaystyle \mathrm {NH_{2}CONHNHCONH_{2}} \longrightarrow \mathrm {NH_{2}CON_{2}CONH_{2}} +\mathrm {H_{2}O} }

## Propriétés

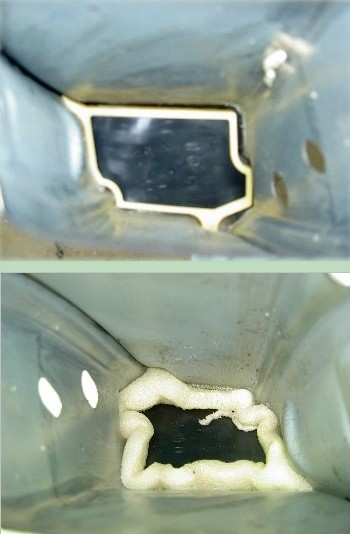
Utilisation de l'azodicarbonamide pour le gonflement d'un insert acoustique (bouchonnage de corps creux, permettant l'isolation phonique d'une automobile).

L'azodicarboxamide est utilisé comme un agent levant. Il est ajouté dans la farine comme améliorateur de pâte. Ces utilisations d'azodicarbonamide comme additif alimentaire (E 927) ne sont plus autorisés dans l'Union européenne.
L'azodicarboxamide est aussi le plus connu des agents d'expansion chimique pour les thermoplastiques et les résines époxy. Avec un rendement de gaz de 220 ml/g, il est très économique.

## Sécurité
L'azodicarboxamide est un explosif solide. Il peut exploser par l'impact ou par friction, par chaleur ou  par d'autres moyens avec une décomposition rapide pour produire de grandes quantités de gaz.